# Betał Kałmykow
Betał Edykowicz Kałmykow (ros. Бетал Эдыкович Калмыков; ur. 5 listopada 1893 we wsi Atażukino w obwodzie terskim, zm. 27 lutego 1940 w Moskwie) – radziecki polityk.

## Życiorys
Był Kabardyjczykiem. Od 1915 do 1916 kierował Związkiem Rewolucyjno-Demokratycznym "Karachały", w marcu 1918 został członkiem RKP(b) i zastępcą przewodniczącego Prezydium Rady Ludowej Tereckiej Republiki Radzieckiej. Od lipca 1918 był komisarzem nadzwyczajnym obwodu terskiego, jednocześnie pełnił funkcję dowódcy Kabardo-Bałkarskiej Dywizji Kawalerii 11 Armii i komisarza ds. narodowych Tereckiej Republiki Radzieckiej. W styczniu i lutym 1919 był członkiem Komitetu Obrony Tereckiej Republiki Radzieckiej oraz przewodniczącym Wojskowego Komitetu Rewolucyjnego Kabardii i Bałkarii, następnie do marca 1920 dowodził dywizją. Od marca do lipca 1920 był przewodniczącym Kabardo-Bałkarskiego Komitetu Rewolucyjnego i jednocześnie od maja 1920 przewodniczącym Biura Organizacyjnego RKP(b) w Nalczyku, od 30 lipca do 25 listopada 1921 przewodniczącym Kabardyjskiego Komitetu Rewolucyjnego. Od 1 grudnia 1921 do maja 1930 był przewodniczącym Komitetu Wykonawczego Rady Obwodowej Kabardyjskiego/Kabardo-Bałkarskiego Obwodu Autonomicznego, od maja 1930 do 5 grudnia 1936 sekretarzem odpowiedzialnym/I sekretarzem Komitetu Obwodowego WKP(b) Kabardo-Bałkarskiego Obwodu Autonomicznego, a od 5 grudnia 1936 do 13 listopada 1938 I sekretarzem Kabardo-Bałkarskiego Komitetu Obwodowego WKP(b). Został odznaczony Orderem Lenina (3 września 1931) i Orderem Czerwonego Sztandaru (1926).
13 listopada 1938 został aresztowany, a 26 lutego 1940 skazany na śmierć przez Izbę Wojskową Sądu Najwyższego ZSRR pod zarzutem założenia organizacji kontrrewolucyjnej w Kabardo-Bałkarii i przygotowywania aktów terrorystycznych. Następnego dnia został rozstrzelany. Jego prochy złożono na Cmentarzu Dońskim. 18 grudnia 1954 pośmiertnie go zrehabilitowano.